# Krista Kruuv
Krista Kruuv is een zeiler uit Estland.
In 1992 nam Kruuv voor Estland deel aan de Olympische zomerspelen van Barcelona, hierbij behaalde ze in de finale een zesde plaats.
In 1996, op de Olympische zomerspelen van Atlanta, kwam ze tot de 24e plek.
Na haar sportcarrière werkt Kruuv als wetenschapper.